# HD232768
HD232768 — хімічно пекулярна зоря спектрального класу F, що має видиму зоряну величину в смузі V приблизно  9,7.
Вона  розташована на відстані близько 618,9 світлових років від Сонця.